# Great Torrington
Great Torrington este un oraș în comitatul Devon, regiunea South West, Anglia. Orașul se află în districtul Torridge. 